# Lipprechterode
Lipprechterode là một đô thị ở huyện Nordhausen, trong bang Thüringen, Đức. Đô thị Lipprechterode có diện tích 9,73 km².